# Haplochromis turkanae
The Turkana Haplochromis (Haplochromis turkanae), also known in brief as Turkana Haplo, là một loài cá thuộc họ Cichlidae. Nó là loài đặc hữu của Kenya. Môi trường sống tự nhiên của chúng là hồ nước ngọt.